# Distretto di Rungwe
Il distretto di Rungwe è un distretto della Tanzania situato nella regione di Mbeya. È suddiviso in 30 circoscrizioni (wards) e conta una popolazione di 339 157 abitanti (censimento 2012). 